# Mahamoud Farah
Mahamoud Farah (arabisch محمود فرح; geb. 4. September 1988) ist ein ehemaliger dschibutischer Mittelstreckenläufer. Er war auf den 800-Meter-Lauf und den 1500-Meter-Lauf spezialisiert.
Farah trat bei den Leichtathletik-Weltmeisterschaften 2007 in Osaka, den Olympischen Sommerspielen 2008 in Peking und den Leichtathletik-Weltmeisterschaften 2009 in Berlin an.
Er erreichte seine persönlichen Bestzeiten mit:
- 800 Meter – 1:47,53 min (2007)
- 1500 Meter – 3:39,29 min (2008)

In Peking schied er im Wettbewerb über 1500 m in der Vorrunde aus.